# گمینا پیانتنگتسا
گمینا پیانتنگتسا (به لهستانی:  Gmina Piątnica) یک گمینا در لهستان است که در شهرستان وومژا واقع شده‌است. گمینا پیانتنگتسا ۲۱۸٫۶۹ کیلومتر مربع مساحت و ۱۰٬۷۸۷ نفر جمعیت دارد.